# Viện hải dương Shirshov
Viện hải dương Shirshov, tiếng Anh: Shirshov Institute of Oceanology (Viện hải dương P.P. Shirshov RAS, tiếng Nga: Институт океанологии им. П. П. Ширшова РАН) ở Moskva, là viện nghiên cứu lớn nhất chuyên về khoa học Trái đất và hải dương ở Nga, được thành lập năm 1946.

## Hạm đội tàu
- RV Akademik Ioffe (ru:Академик Иоффе (судно))
- RV Akademik Sergey Vavilov
- RV Akademik Mstislav Keldysh
- RV Professor Shtokman (ru:Профессор Штокман (судно))
- RV Rift
- RV Akvanaft
- MIR (submersible)
- RV Vityaz (ru:Витязь (судно)) - đã ngừng hoạt động từ 1979; hiện tại là một viện bảo tàng ở Kaliningrad.